# Klaus Stöber (Basketballfunktionär)
Klaus Stöber (* 1942) ist ein deutscher Basketballfunktionär und Hochschullehrer.

## Leben
Stöber trat 1964 eine Lehrerstelle in Großkayna an und lehrt in seiner einjährigen Amtszeit in der Ortschaft auch die Sportart Basketball. Er war danach Lehrer an der Sportschule Halle. Nach der Vereinigung von DDR und BRD war Stöber im Basketball-Verband Sachsen-Anhalt (BVSA) in den Jahren 1990 und 1991 Lehrwart, von 1991 bis 2002 dann Verbandsvorsitzender. In der Anfangszeit seiner Amtsausübung wirkte Stöber entscheidend bei der Eingliederung des BVSA in den Deutschen Basketball-Bund mit. Er wurde zum BVSA-Ehrenvorsitzenden ernannt und blieb dem Verband nach dem Ende seiner Amtszeit beratend erhalten. Vom USV Halle wurde ihm 2002 die Ehrennadel in Gold verliehen.
Stöber war am Institut für Sportwissenschaft der Universität Halle-Wittenberg als wissenschaftlicher Mitarbeiter und Oberassistent tätig. 1973 war dort seine Doktorarbeit zum Thema „Untersuchungen von Zusammenhängen zwischen Ablaufsgenauigkeit und Zielgenauigkeit sportlicher Bewegungen dargestellt an Korbwürfen aus dem Basketballspiel“ angenommen worden. Er leitete dort Basketballkurse und befasste sich in seiner wissenschaftlichen Arbeit unter anderem mit den Themenbereichen Sportmotorik, Taktik im Sportspiel, sportliches Handeln unter Zeitdruck sowie der Antizipationsfähigkeit. 1983 brachte Stöber gemeinsam mit Irmgard Konzag das Lehrbuch „Basketball in der Schule“ heraus.